# Miraildes Maciel Mota
Miraildes Maciel Mota (Salvador, 3 maart 1978) is een voetbalspeelster uit Brazilië.
Zoals in Brazilië gebruikelijk is, speelde ze onder haar bijnaam Formiga, dat mier betekent, vanwege haar ongebreidelde werklust.
Formiga nam deel aan zeven Olympische Spelen tussen 1996 en 2020. In 2004 en 2008 behaalde ze met Brazilië de zilveren medaille.

## Statistieken
| Seizoen | Club              | Land      | Competitie | Wedstrijden | Doelpunten |
| ------- | ----------------- | --------- | ---------- | ----------- | ---------- |
| 2009    | Gold Pride        | USA       | WPS        |             | 0          |
| 2010    | Chicago Red Stars | USA       | WPS        |             | 0          |
| 2013    | São José          | Brazilië  | BRW        |             | 1          |
| 2015    | São José          | Brazilië  | BRW        |             | 1          |
| 2016    | São Francisco BA  | Brazilië  | BRW        |             | 2          |
| 2016/17 | PSG               | Frankrijk | FD1        |             | 0          |
| 2017/18 | PSG               | Frankrijk | FD1        |             | 0          |
| 2018/19 | PSG               | Frankrijk | FD1        |             | 0          |
| 2019/20 | PSG               | Frankrijk | FD1        |             | 1          |
| 2020/21 | PSG               | Frankrijk | FD1        |             | 1          |
| 2021/22 | São Paulo         | Brazilië  | PAW        |             |            |
| Totaal  | Totaal            | Totaal    | Totaal     | 133         | 6          |

Laatste update: nov 2021

## Interlands
Formiga speelde voor het Braziliaans vrouwenvoetbalelftal.
Ze kwam uit op zeven Olympische Spelen en zeven wereldkampioenschappen, waarin ze in 233 wedstrijden 37 maal scoorde.